# همایش استانبول ۲۰۰۴ (ناتو)

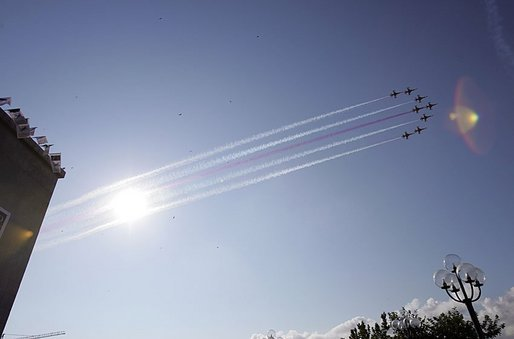
برای گرامیداشت آغاز اجلاس دو روزه ناتو در استانبول، هواپیماهای جنگنده به صورت آراسته بر فراز محل اجلاس به پرواز درآمدند.

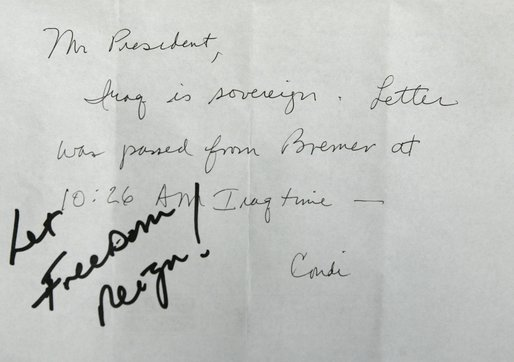
رئیس‌جمهور آمریکا، جرج بوش: "بگذارید آزادی سلطنت کند!" در یادداشت رایس در مورد تحویل قدرت به دولت عراق.

اجلاس سران ۲۰۰۴ استانبول (2004 Istanbul summit) از ۲۸ تا ۲۹ ژوئن ۲۰۰۴ در استانبول ترکیه برگزار شد. این هفدهمین همایش سران ناتو بود که در آن رهبران کشورها و دولت‌های عضو ناتو برای تصمیم‌گیری رسمی در مورد موضوعات امنیتی گردهم آمدند. به‌طور کلی، این اجلاس ادامه روند تحولی است که در اجلاس ۲۰۰۲ پراگ آغاز شد، با این امید که بتواند اتحاد جنگ سرد علیه تجاوزات شوروی را تغییر داده و ائتلافی جدید متناسب با قرن ۲۱ام علیه تهدیدهای امنیتی خارج از منطقه ایجاد کند. این همایش شامل چهار جلسه بود.
اعضای ناتو در نشست شورای آتلانتیک شمالی از هفت عضو ائتلاف جدید استقبال کردند، تصمیم گرفتند حضور این اتحاد را در جنگ افغانستان گسترش و حضور خود را در بوسنی پایان دهند، همچنین توافق کردند که به دولت عراق برای آموزش یاری رسانند، یک ابتکار مشارکت جدید را آغاز کنند و اقدامات بهبود توانایی‌های عملیاتی ناتو را انجام دهند.
جلسه شورای ناتو و روسیه بیشتر به دلیل عدم حضور ولادیمیر پوتین رئیس‌جمهور روسیه و هرگونه پیشرفت در مورد تصویب پیمان سازگار CFE یا خروج نیروهای روسی از گرجستان و مولداوی مورد توجه قرار گرفت. رهبران ناتو در ادامه از پیشرفت انجام شده توسط اوکراین جهت عضویت در جلسه کمیسیون ناتو و اوکراین استقبال کردند و برخی از موضوعات کلی و بیشتر نمادین را با همتایان خود که خارج از ناتو بودند در جلسه شورای مشارکت اروپا- آتلانتیک مطرح نمودند.
به دلیل ترس دولت ترکیه از حملات تروریستی، اقدامات امنیتی شدیدی برای این اجلاس لحاظ شده بود. تظاهرکنندگان از سراسر جهان برای اعتراض به ناتو یا سیاست خارجی آمریکا در زمان جورج دبلیو بوش تظاهرات کردند. سیاست دولت بوش، در حالی که با انتقال غیرمنتظره حاکمیت در عراق، با اولین روز نشست ناتو در ۲۸ ژوئن همزمان شده بود، به تیتر نخست مطبوعات جهان تبدیل شد.